# Rhaphipodus wallacii
Rhaphipodus wallacii là một loài bọ cánh cứng trong họ Cerambycidae.